# Lijst van films van American International Pictures
Dit artikel geeft een lijst van films van American International Pictures, een filmbedrijf dat werd opgericht in 1956.

## 1956
- Girls in Prison
- Hot Rod Girl
- It Conquered the World
- Runaway Daughters
- Shake, Rattle & Rock!
- The She-Creature

## 1957
- Action immédiate
- The Amazing Colossal Man
- The Astounding She-Monster
- Blood of Dracula
- Cat Girl
- Dragstrip Girl
- Flesh and the Spur
- I Was a Teenage Frankenstein
- I Was a Teenage Werewolf
- Invasion of the Saucer Men
- Motorcycle Gang
- Naked Paradise
- Reform School Girl
- Rock All Night
- Rock Around the World
- The Saga of the Viking Women and Their Voyage to the Waters of the Great Sea Serpent
- Sorority House
- Tom Thumb
- The Undead
- Voodoo Woman
- The White Huntress

## 1958
- Adventures in Indochina
- The Bonnie Parker Story
- The Brain Eaters
- The Cool and the Crazy
- Daddy-O
- Dragstrip Riot
- Earth vs the Spider
- Hell Squad
- High School Hellcats
- Hot Rod Gang
- How to Make a Monster
- Jet Alert
- Machine-Gun Kelly
- Night of the Blood Beast
- The Screaming Skull
- She Gods of Shark Reef
- Submarine X-2
- Suicide Battalion
- Tank Battalion
- Teenage Cave Man
- Terror from the Year 5000
- War of the Colossal Beast

## 1959
- Atomic Agent
- Attack of the Giant Leeches
- Attack of the Moors
- A Bucket of Blood
- Costa Azzurra
- Crime in the Museum of Horrors
- The Day the Earth Froze
- Diary of a High School Bride
- Genghis Khan and His Mongols
- Ghost of Dragstrip Hollow
- Goliath and the Barbarians
- The Headless Ghost
- Das Indische Grabmal
- Journey to the Lost City
- Operation Dames
- Paratroop Command
- Portrait of a Sinner
- The Professionals
- Roadracers
- Sheba and the Gladiator
- Tank Commandos
- Der Tiger von Eschnapur
- Wolves of the Deep

## 1960
- Alakazam the Great
- The Amazing Transparent Man
- The Angry Red Planet
- Beware of Children
- Black Sunday
- Circus of Horrors
- Colossus and the Amazon Queen
- Colossus and the Headhunters
- La Dolce vita
- The Fall of the House of Usher
- Goliath and the Dragon
- The Hand
- House of Fright
- The Jailbreakers
- Messalina
- Musketeers of the Sea
- Operation Camel
- Revenge of the Barbarians
- Sergeant X of the Foreign Legion
- Space Men
- Trapped by Fear
- Why Must I Die?

## 1961
- Avenger of the Seven Seas
- The Black Monocle
- The Continental Twist
- Destination Fury
- Door-to-Door Maniac
- Erik the Conqueror
- Es muß nicht immer Kaviar sein
- Flight of the Lost Balloon
- Konga
- Lost Battalion
- Maciste alla corte del Gran Khan
- Man in Outer Space
- Marco Polo
- Master of the World
- Night Tide
- Operation Snafu
- The Phantom Planet
- The Pit and the Pendulum
- The Prisoner of the Iron Mask
- Queen of the Seas
- Reptilicus

## 1962
- 79 A.D.
- Attack of the Normans
- Beach Casanova
- The Black Invaders
- The Brain That Wouldn't Die
- Burn, Witch, Burn!
- Colossus of the Arena
- Commando
- Conquered City
- Desert War
- Duello nella sila
- Edgar Allan Poe's Tales of Terror
- Fury of Achilles
- A House of Sand
- I Am Semiramis
- Journey to the Seventh Planet
- The Masked Conqueror
- The Mind Benders
- Operation Gold Ingot
- Panic in Year Zero!
- Peccati d'estate
- Premature Burial
- Le Prigioniere dell'isola del diavolo
- Some People
- Tharus figlio di Attila
- War Gods of Babylon
- White Slave Ship

## 1963
- Agent of Doom
- D'Artagnan contro i tre moschettieri
- Atragon
- Beach Party
- Black Sabbath
- The Blancheville Monster
- Brennus, Enemy of Rome over Brennus (vierde eeuw v.Chr.)
- California
- Le Captif
- Dementia 13
- The Evil Eye
- The Haunted Palace
- Invasion of the Star Creatures
- Il Magnifico avventuriero
- The Lost World of Sinbad
- Maciste contro i Mongoli
- Monsieur Gangster
- Operation Bikini
- Outpost in Indo-china
- A Question of Consent
- The Raven
- Samson and the Slave Queen
- Sansone contro i pirati
- The Saracens
- Stranger from Hong-Kong
- Summer Holiday
- The Ten Gladiators
- The Terror
- Thor and the Amazon Women
- Torpedo Bay
- Unearthly Stranger
- Voyage to the End of the Universe
- X: The Man with the X-ray Eyes
- The Young Racers
- Zorro e i tre moschettieri

## 1964
- Ali Baba and the Seven Saracens
- Apache Fury
- Ape Man of the Jungle
- Bikini Beach
- The Comedy of Terrors
- Dagora, the Space Monster
- Diary of a Bachelor
- The Girl-Getters
- Godzilla vs. the Thing
- Goliath at the Conquest of Damascus
- The Great Spy Chase
- Hercules Against Rome
- Hercules Against the Barbarians
- Hercules and the Black Pirates
- Hercules and the Masked Rider
- Hercules and the Treasure of the Incas
- Hercules and the Tyrants of Babylon
- Hercules of the Desert
- King & Country
- The Last Man on Earth
- The Masque of the Red Death
- Muscle Beach Party
- Navajo Run
- Pajama Party
- The Pawnbroker
- Pyro... The Thing Without a Face
- Sandok, il Maciste della giungla
- Slave Girls of Sheba
- Swingers' Paradise
- Sword of Damascus
- Terror in the Crypt
- The Time Travelers
- The Tomb of Ligeia
- Under Age
- La Vendetta dei gladiatori
- War of the Zombies

## 1965
- 077: Challenge to Killers
- Beach Blanket Bingo
- Berlin, Appointment for the Spies
- Challenge of the Gladiator
- City in the Sea
- Die, Monster, Die!
- Dr. Goldfoot and the Bikini Machine
- Fire Over Rome
- The Fool Killer
- Frankenstein Conquers the World
- Le Gentleman de Cocody
- Giant of the Evil Island
- Go Go Mania
- How to Stuff a Wild Bikini
- Invasion
- Killer Spy
- M.M.M. 83
- Operation Atlantis
- Operation Diplomatic Passport
- Planet of the Vampires
- Portrait in Terror
- Sergeant Dead Head
- The Secret Agents
- Ski Party
- Sword of the Empire
- Voyage to the Prehistoric Planet

## 1966
- Attack of the Robots
- Bang! Bang! You're Dead!
- Blood Bath
- Daikaijû kessen: Gamera tai Barugon
- Dr. Goldfoot and the Girl Bombs
- Due marines e un generale
- Fireball 500
- Das Geheimnis der gelben Mönche
- The Ghost in the Invisible Bikini
- Gunman Called Nabraska
- Honeymoons Will Kill You
- Love Is a Woman
- Nashville Rebel
- Psycho-Circus
- Queen of Blood
- Tarzan and the Valley of Gold
- Tempo di massacro
- Trunk to Cairo
- What's Up, Tiger Lily?
- The Wild Angels
- Wrath of Daimajin

## 1967
- Blood River
- The Born Losers
- Carry on Doctor
- The Cobra
- Daikaijû kuchu kessan: Gamera tai Gyaosu
- Daikyojû Gappa
- Devil's Angels
- The Glass Sphinx
- House of 1,000 Dolls
- Master Stroke
- The Million Eyes of Sumuru
- L'Occhio selvaggio
- Riot on Sunset Strip
- Taekoesu Yonggary
- Those Fantastic Flying Fools
- Thunder Alley
- The Trip

## 1968
- Angels from Hell
- Bengelchen liebt kreuz und quer
- Bora Bora
- The Conqueror Worm
- The Crimson Cult
- Destroy All Monsters
- Gamera tai uchu kaijû Bairasu
- Il Giorno della civetta
- The Glory Stompers
- High, Wild and Free
- Killers Three
- Madigan's Millions
- Maryjane
- Michael and Helga
- The Mini-Skirt Mob
- Naked You Die
- Psych-Out
- The Road Hustlers
- The Savage Seven
- Spirits of the Dead
- Taiyo no oji: Horusu no daiboken
- Three in the Attic
- Wild in the Streets
- The Wild Racers
- The Young Animals

## 1969
- Angel, Angel, Down We Go
- The Battle of Neretva
- Carry on Camping
- Chastity
- De Sade
- Deadly Sanctuary
- The Devil's 8
- Explosion
- The Finishing School
- The Great Sex War
- Hell's Angels '69
- Horror House
- It's Your Move
- Kamasutra - Vollendung der Liebe
- Lola
- The Oblong Box
- The Pleasure Pit
- Rebus
- School for Unclaimed Girls
- Two Gentlemen Sharing
- Venus in Furs
- Wedding Night

## 1970
- Angels Unchained
- Assignment Terror
- Bizarre
- Bloody Mama
- A Bullet for Pretty Boy
- Cool It Carol!
- Cry of the Banshee
- The Devil's Widow
- Dorian Gray
- The Dunwich Horror
- Gamera vs. Monster X
- Hell's Belles
- Julius Caesar
- The Loves of Count Iorga, Vampire
- Night of the Blood Monster
- Scream and Scream Again
- Strawberries Need Rain
- Up in the Cellar
- The Vampire Lovers
- Wuthering Heights
- The Year of the Cannibals

## 1971
- The Abominable Dr. Phibes
- Blood and Lace
- Blood from the Mummy's Tomb
- Bunny O'Hare
- The Butcher of Binbrook
- Chrome and Hot Leather
- Cream - Schwabing-Report
- Dr Jekyll & Sister Hyde
- Fun and Games
- Gas-s-s-s
- Godzilla vs. the Smog Monster
- The Hard Ride
- The Incredible 2-Headed Transplant
- Kidnapped
- Lizard in a Woman's Skin
- Murders in the Rue Morgue
- The Return of Count Yorga
- Some of My Best Friends Are
- Swedish Fly Girls
- Whoever Slew Auntie Roo?
- The Wild Pack

## 1972
- Baron Blood
- Black Mama, White Mama
- Blacula
- Boxcar Bertha
- Deathmaster
- Deep Thrust
- The Dirt Gang
- Dr. Phibes Rises Again
- Fritz the Cat
- Frogs
- The Italian Connection
- Prison Girls in 3-D
- Raw Meat
- The School That Couldn't Scream
- Slaughter
- Tales from the Crypt
- The Thing with Two Heads
- A Time to Every Purpose
- Unholy Rollers
- Wild in the Sky

## 1973
- Le Amazzoni - donne d'amore e di guerra
- Black Caesar
- Cannibal Girls
- Coffy
- Dillinger
- Heavy Traffic
- Hell Up in Harlem
- The Little Cigars Mob
- Scream Blacula Scream
- Sisters
- Slaughter 2
- Tang ren piao ke

## 1974
- Act of Vengeance
- Alien Thunder
- Bamboo Gods and Iron Men
- The Bat People
- Deranged: Confessions of a Necrophile
- The Destructors
- Foxy Brown
- Golden Needles
- Le Guerriere dal seno nudo
- House of Whipcord
- The Love Life of a Cop
- Macon County Line
- Madhouse
- The Nine Lives of Fritz the Cat
- Old Drac
- Savage Sisters
- Seizure
- Sugar Hill
- Thriller: A Cruel Picture
- Truck Turner
- Vengeance Is Mine
- Abby

## 1975
- Bucktown
- Cooley High
- Cornbread, Earl and Me
- The Day That Shook the World
- The Devil Within Her
- Friday Foster
- Hennessy
- The Land That Time Forgot
- Murph the Surf
- The Reincarnation of Peter Proud
- Return to Macon County
- 'Sheba, Baby'
- Sixpack Annie
- Super Stooges vs the Wonder Women
- Walking Tall Part II
- The Wild McCullochs
- The Wild Party

## 1976
- Annie
- At the Earth's Core
- Bobbie Jo and the Outlaw
- Il Corsaro nero
- Crime and Passion
- Death Weekend
- Dragonfly
- The Food of the Gods
- Futureworld
- The Great Scout & Cathouse Thursday
- Island of the Damned
- J.D.'s Revenge
- Killer Force
- The Little Girl Who Lives Down the Lane
- A Matter of Time
- The Monkey Hu$tle
- Scorchy
- Shout at the Devil
- A Small Town in Texas
- Special Delivery
- A Special Magnum for Tony Saitta
- Squirm
- Street People
- The Town That Dreaded Sundown

## 1977
- Breaker! Breaker!
- Chatterbox
- Cracking Up
- Empire of the Ants
- Grayeagle
- The Incredible Melting Man
- The Island of Dr. Moreau
- Joyride
- Last Cannibal World
- The People That Time Forgot
- The Private Files of J. Edgar Hoover
- Rain of Fire
- Rolling Thunder
- Tentacles
- Walking Tall: The Final Chapter

## 1978
- Force 10 from Navarone
- Here Come the Tigers
- High-Ballin'
- Jennifer
- Matilda
- Mean Dog Blues
- The Norseman
- Our Winning Season
- Record City
- Youngblood

## 1979
- The Amityville Horror
- California Dreaming
- C.H.O.M.P.S.
- The Evictors
- The Humanoid
- Jaguar Lives!
- Love at First Bite
- Mad Max
- Meteor
- Sevano's Seven
- Something Short of Paradise
- Sunnyside
- The Visitor

## 1980
- Defiance
- Gorp
- How to Beat the High Co$t of Living
- Nothing Personal